# Ikola
Ikola è una circoscrizione rurale (rural ward) della Tanzania situata nel distretto di Tanganyika, regione di Katavi. Conta una popolazione di 21 978 abitanti (censimento 2022).